# کاستل راک (واشینگتن)
کاستل راک (به انگلیسی: Castle Rock) شهری در شهرستان کولیتز ایالت واشنگتن است که در سرشماری سال ۲۰۱۰ میلادی، ۱۹۸۲ نفر جمعیت داشته است.